# Луск, Станислав
Станислав Луск (чеш. Stanislav Lusk; 12 ноября 1931[…], Тршебонь — 6 мая 1987, Прага) — чехословацкий гребец, выступавший за сборную Чехословакии по академической гребле в 1950-х годах. Чемпион летних Олимпийских игр в Хельсинки, бронзовый призёр Олимпийских игр в Риме, двукратный чемпион Европы, победитель и призёр первенств национального значения.

## Биография
Станислав Луск родился 12 ноября 1931 года в городе Тршебонь.
Наивысшего успеха в академической гребле добился в сезоне 1952 года, когда вошёл в состав чехословацкой национальной сборной и благодаря череде удачных выступлений удостоился права защищать честь страны на летних Олимпийских играх в Хельсинки. В программе распашных рулевых четвёрок совместно с Карелом Мейтой, Иржи Гавлисом, Яном Йиндрой и Мирославом Корандой превзошёл всех своих соперников в финале и стал олимпийским чемпионом.
В 1953 году в рулевых четвёрках одержал победу на чемпионате Европы в Копенгагене.
В 1954 году в той же дисциплине взял бронзу на чемпионате Европы в Амстердаме.
На чемпионате Европы 1956 года в Бледе победил в восьмёрках, тогда как на последовавших летних Олимпийских играх в Мельбурне остановился на стадии полуфиналов.
После мельбурнской Олимпиады Луск остался действующим спортсменом и продолжил принимать участие в крупнейших международных регатах. Так, в 1957 году он выиграл бронзовую медаль в восьмёрках на чемпионате Европы в Дуйсбурге.
В 1959 году в восьмёрках стал серебряным призёром на чемпионате Европы в Маконе.
Находясь в числе лидеров чехословацкой гребной команды, благополучно прошёл отбор на Олимпийские игры 1960 года в Риме. На сей раз в составе экипажа-восьмёрки, куда также вошли гребцы Богумил Яноушек, Лудек Поезный, Ян Йиндра, Вацлав Павкович, Йозеф Вентус, Ян Шведа, Иржи Лундак и рулевой Мирослав Коничек, с первого места преодолел предварительный квалификационный этап, тогда как в решающем финальном заезде финишировал третьим позади команд из Германии и Канады — тем самым завоевал бронзовую олимпийскую медаль.
Умер 6 мая 1987 года в Праге в возрасте 55 лет.